# Tantilla coronata
Tantilla coronata (південно-східна коронована змія) — вид змій родини полозових (Colubridae). Ендемік Сполучених Штатів Америки.

## Опис
Tantilla coronata — невелика, струнка змія, загальна довжина якої становить 20-25 см. Забарвлення переважно сірувато-коричневе або світло-коричневе. Голова чорна, загострена, між головою і шиєю іде жлвтувата або кремова смуга, за якою іде чорний комір шириною 3-5 лусок. Живіт світло-рожевий або білий. Луски на спині гладкі, формують 16 рядів, анальна пластинка розділена.

## Поширення і екологія
Південно-східні короновані змії мешкають в Алабамі, північно-західній Флориді, Джорджії, на крайньому півдні Індіани, на заході Кентуккі, на сході Луїзіани, в Міссісіпі, Північній Кароліні, Південній Кароліні, Теннессі та в центральній і південній Вірджинії. Вони живуть в сухих лісах, зазвичай соснових або дубових, серед каміння, повалених дерев та гнилих пнів, трапляються на піщаних пагорбах, на окраїнах боліт і річок.

## Поведінка
Південно-східні короновані змії активні у теплі місяці року, а взиму впадають у сплячку. Ведуть присмерковий і нічний спосіб життя, добре риють нори в піску, живляться термітами, черв'яками, багатоніжками, личинками комах і павуками. Мають в задній частині щелепи отруйні зуби, якими кусають жертву, однак вони неотруйні для людини. Відкладають яйця, в кладці 1-3 яйця. Відкладання яєць відбувається з весни по осінь, переважно в червні-липні. Молоді змії вилуплюються восени.
Південно-східні короновані змії часто стають жертвами королівських змій або коралових аспідів. При небезпеці вони намагають заритися в пісок або в лісову підстилку. Якщо змію беруть в руки, вона не кусається, однак випускає неприємний мускусний запах із залоз.

## Збереження
Південно-східні короновані змії класифікуються як такий вид, що не потребує особливих заходів зі збереження. В Індіані вид класифікується як зникаючий.